# 里奥杜斯塞德鲁斯
里奥杜斯塞德鲁斯是巴西圣卡塔琳娜州的一个市镇。总面积555.654平方公里，总人口10.387人，人口密度0人/平方公里。